# 阿尔蔡
阿尔蔡（德語：Alzey，發音：[ˈaltsaɪ] ⓘ）是德国莱茵兰-普法尔茨州阿尔蔡-沃尔姆斯县的城市，也是阿尔蔡-沃尔姆斯县的县治，面积35.22平方千米，2023年12月31日人口为19,530人。

## 友好城市
- 英国 哈彭登（1963年）
- 法國 若斯兰（1973年）
- 法國 朗贝（1980年）
- 奥地利 雷希尼茨（1981年）
- 波蘭 科希強（1990年）
- 德国 卡门茨（1990年）